# Кухарчук Станіслав Вікторович
Станісла́в Ві́кторович Кухарчу́к — український журналіст, спеціальний кореспондент телеканалу «Інтер». Кавалер ордена «За заслуги» III ступеня (2022).

## Життєпис та професійна діяльність
Мешканець м. Черкаси.
Працює спеціальним кореспондентом телеканалу «Інтер».
Під час Революції гідності 27 січня 2014 року в Черкасах був побитий «Беркутом» під час зйомок біля будівлі облдержадміністрації. У червні 2021 року за перешкоджання в роботі кореспондента Станіслава Кухарчука суд заочно засудив до чотирьох років позбавлення волі колишнього командира батальйону міліції особливого призначення «Беркут» в Луганській області Валерія Костенка.
У лютому 2014 року був серед 16 журналістів телеканалу «Інтер», які заявили про свою незгоду з політикою каналу.
З початку російсько-української війни у 2014-му постійно їздить у відрядження до зони бойових дій. І далі робить репортажі з передової після початку повномасштабного вторгнення в Україну.

## Нагороди та відзнаки
- орден «За заслуги» III ступеня (6 червня 2022) — за вагомий особистий внесок у розвиток вітчизняної журналістики та інформаційної сфери, мужність і самовідданість, виявлені під час висвітлення подій повномасштабного вторгнення Російської Федерації на територію України, багаторічну сумлінну працю та високу професійну майстерність[6].
- Медаль «За сприяння Збройним Силам України» (червень 2016)[7].
- Переможець Черкаського обласного конкурсу журналістських робіт у номінації «Четверта влада» — про захист прав і свобод людини, розвиток територіальних громад, суспільно-політичні перетворення в державі та регіоні" (червень 2016)[8]